# Coleophora stepposa
Coleophora stepposa é uma espécie de mariposa do gênero Coleophora pertencente à família Coleophoridae.